# Carla Lonzi
Carla Lonzi (Firenze, 6 marzo 1931 – Milano, 2 agosto 1982) è stata un'attivista, saggista, critica d'arte ed editrice italiana, teorica dell’autocoscienza e del femminismo radicale. È stata tra le fondatrici delle edizioni di Rivolta Femminile nei primi anni settanta.

## Biografia
Carla Lonzi nasce da una famiglia della media borghesia fiorentina, proprietaria di una piccola azienda industriale a conduzione familiare; il padre Agostino fa l'artigiano e la madre Giulia Matteini lavora come maestra. È la primogenita, nascono poi Lidia, Marta, Vittorio e Alfredo. Perde in questo modo il privilegio di "creatura più attesa" che la fa reagire con un desiderio di autonomia, di allontanamento dalla famiglia.
Dopo l'estate del 1940, a soli nove anni, decide di rimanere per tre anni al collegio di Badia a Ripoli, dove rimane fino al 1943 quando il padre decide di farla tornare a casa. Dalla fine del 1943 fino agli inizi del 1950 torna a vivere in famiglia a Radda in Chianti, dove i genitori si erano trasferiti in tempo di guerra per sfuggire ai frequenti bombardamenti di Firenze.
Dopo aver frequentato il liceo classico Michelangelo, Lonzi s'iscrive alla facoltà di lettere dell'Università di Firenze. Nel 1952 si trasferisce a Parigi, ma torna a Firenze molto presto a causa di un'infiammazione polmonare. I rapporti con il padre e con la famiglia, già tesi, si aggravano ulteriormente durante il periodo universitario, ma non incidono che minimamente sui suoi studi. Alle lezioni conosce Marisa Volpi con la quale pubblica, nel 1955, il suo primo scritto sull'arte (un articolo su Ben Shahn su Paragone). Nel 1956 si laurea con lode; la sua tesi, dal titolo Rapporti tra la scena e le arti figurative dalla fine dell'Ottocento, viene molto apprezzata da Roberto Longhi e, successivamente, pubblicata da Olschki (Firenze 1996). È sua ferma intenzione di rendersi autonoma e farsi strada con le sue sole forze nel mondo del lavoro. Nel 1954 si iscrive al Partito Comunista Italiano e, in seguito - agli inizi degli anni settanta - si impegna nel nascente movimento femminista.
Per un breve periodo Carla Lonzi lavora a Roma come segretaria presso l'Accademia Nazionale di Danza di Jia Ruskaja, conosce Mario Lena, chimico industriale, impegnato nel sindacato e nel Partito Comunista Italiano (PCI), con cui nel dicembre 1957 inizia una convivenza regolarizzata l'anno dopo con il matrimonio e la nascita del figlio Battista Lena. Vive l'istituzione matrimoniale come conflittuale e, dopo breve tempo, si separa dal marito. Per circa dieci anni svolge attività di critica d'arte, sia presso la galleria d'arte Notizie di Torino (dove nel 1960 allestisce la sua prima mostra d'arte, La Gibigianna di Pinot Gallizio), sia in riviste come Marcatré.
Tra il 1962 e il 1967 Lonzi cura mostre dei più importanti artisti italiani e stranieri e, alla fine di questo periodo, si trasferisce con Consagra a Minneapolis e si dedica al montaggio dei colloqui con tredici dei maggiori artisti attivi in Italia; nasce così il libro Autoritratto pubblicato da Di Donato nell'autunno 1969. Questo testo, considerato il suo più importante, riporta i colloqui con i tredici artisti, e dà particolare rilievo al dialogo tra Lonzi e Carla Accardi, da cui comincia a maturare la presa di coscienza femminista. L'uso del registratore, all'epoca un'assoluta novità, le consentì di restituire la voce autentica dell'artista, senza il filtro linguistico del critico. L'attenzione alla soggettività femminile connota con forza il dialogo tra Lonzi e Accardi nel libro.
Dell'arte le interessava non l'opera, il prodotto, ma il manifestarsi dell'autenticità dell'artista. È questo il filo comune al suo lavoro di critica, alla scrittura poetica, al femminismo. Con la presa di coscienza femminista, Lonzi maturò la convinzione che tra autenticità e creatività vi fosse una distinzione. L'affermazione della creatività di alcuni, tramite un sistema culturale, produce, secondo Lonzi, proiezione e passivizzazione in chi ne fruisce come spettatore, spettatrice. Per questo mettere in discussione il ruolo del critico è il passaggio necessario per sottrarre l'arte al 'mito culturale' nel quale è imbrigliata, e per permettere alla creatività di ognuno/a di entrare in rapporto con il nucleo di autenticità che vi è nell'esperienza artistica. Con Autoritratto Lonzi di fatto concluse la sua attività di critica, con un giudizio radicale: «L'atto critico completo e verificabile è quello che fa parte della creazione artistica» (Lonzi, 1969, p. 3); per questo è necessario negare il ruolo del critico, in quanto potere e ideologia sull'arte e sugli artisti.
"La nostra società ha partorito un'assurdità quando ha reso istituzionale il momento critico distinguendolo da quello creativo e attribuendogli il potere culturale e pratico sull'arte e sugli artisti. Senza rendersi conto che l'artista è naturalmente critico, implicitamente critico, proprio per la sua struttura creativa."

Sono gli anni della contestazione, della ribellione e del rifiuto del modello di donna subalterna e sottomessa al potere maschile. Carla Lonzi si avvicina al femminismo, fonda insieme a Elvira Banotti e Carla Accardi il gruppo Rivolta Femminile redigendo in gruppo il Manifesto di Rivolta Femminile, nel 1970, da cui prendono ispirazione i primi gruppi femministi italiani; nello stesso anno fonda una piccola casa editrice, con la quale scrive e pubblica due saggi: Sputiamo su Hegel, del 1970, dove critica l'impostazione patriarcale della politica marxista e comunista e La donna clitoridea e la donna vaginale, del 1971, in cui attraverso un confronto con fonti che vanno dalla psicanalisi di Sigmund Freud e Wilhelm Reich alla paleoantropologia di Desmond Morris sino ai testi indiani del Kamasutra, l'autrice sostiene che il mito dell'orgasmo vaginale è funzionale al modello patriarcale della complementarità della donna all'uomo. Se nel momento procreativo tale complementarità tra donna e uomo è ammessa, non lo è invece nel momento erotico-sessuale. Come recita l'incipit del saggio:
(La donna vaginale e la donna clitoridea)
E ancora:
(La donna vaginale e la donna clitoridea)
(La donna vaginale e la donna clitoridea)
Con quest'opera la scrittrice pone il piacere come uno degli aspetti centrali della formazione dell'identità, individuando il ruolo della donna rispetto all'aggressività primitiva dell'uomo. Questo scritto, oltre a suscitare varie discussioni all'interno dei vari gruppi femministi, portò ad approfondire l'autocoscienza propria di questi gruppi: la necessità di mettere in questione il sistema patriarcale era lo stesso senso di sé della Rivolta, ovvero il desiderio e la possibilità di essere un soggetto che può identificarsi nella Donna senza negare la differenza sostanziale con l'uomo.
Nel 1973 lascia il gruppo della Rivolta Femminile; l'anno successivo esce la collana "Libretti verdi", che comprende la ristampa dei suoi scritti, tra cui i testi firmati da Rivolta Femminile.
Nel 1978 esce Taci, anzi parla. Diario di una femminista, il diario tenuto da Carla Lonzi tra il 1972 e il 1977, con un approccio autobiografico di nudismo esistenziale (tema ripreso anche da un'altra femminista, Antonella Nappi) in cui vengono messe in luce le tappe della sua vita facendo emergere il suo impegno politico come femminista. Per cinque anni Carla Lonzi affronta il compito di tenere un diario, sottoponendosi a una lunga iniziazione all'autenticità, a una libertà che si nutre di autonomia e non di opposizione, così da permettere ai rapporti di vivere sfuggendo al continuo richiudersi nei ruoli. Il libro prende il via dalla fine dell'amicizia con Carla Accardi e dal distacco dell'autrice dal mondo degli artisti. In questo libro Carla Lonzi cambia la sua concezione dell'artista, che dapprima aveva esaltato come autentico e libero e che invece parteciperebbe alla marginalizzazione e all'esclusione delle donne e incita ad abbandonare la strada della creatività di tipo patriarcale e imboccare quella dell'autocoscienza femminista.
"Adesso esisto", scrive Carla Lonzi giunta al termine del suo diario, "questa certezza mi giustifica e mi conferisce quella libertà in cui ho creduto da sola e che ho trovato il mezzo di ottenere. Tutte le distinzioni, le categorie che esprimevano appunto il costituirsi della mia identità a partire dal dissenso - non vedevo altra via in quanto donna - non mi appartengono più: faccio ciò che voglio, questo è il contenuto che mi appare in ogni circostanza, non aderisco ad altro che a questo." Nel 1980 Carla Lonzi inaugura la nuova collana "Prototipi" con Vai pure, che riporta i dialoghi tra lei e Pietro Consagra, che in quello stesso anno attraversano un momento di crisi; dopo alcuni mesi di riflessione tornano insieme e i dialoghi più significativi vengono pubblicati.
Operata di cancro al Canton hospital di Zurigo il 15 dicembre 1981, muore nell'agosto del 1982 a Milano. È sepolta nel cimitero di Turicchi.

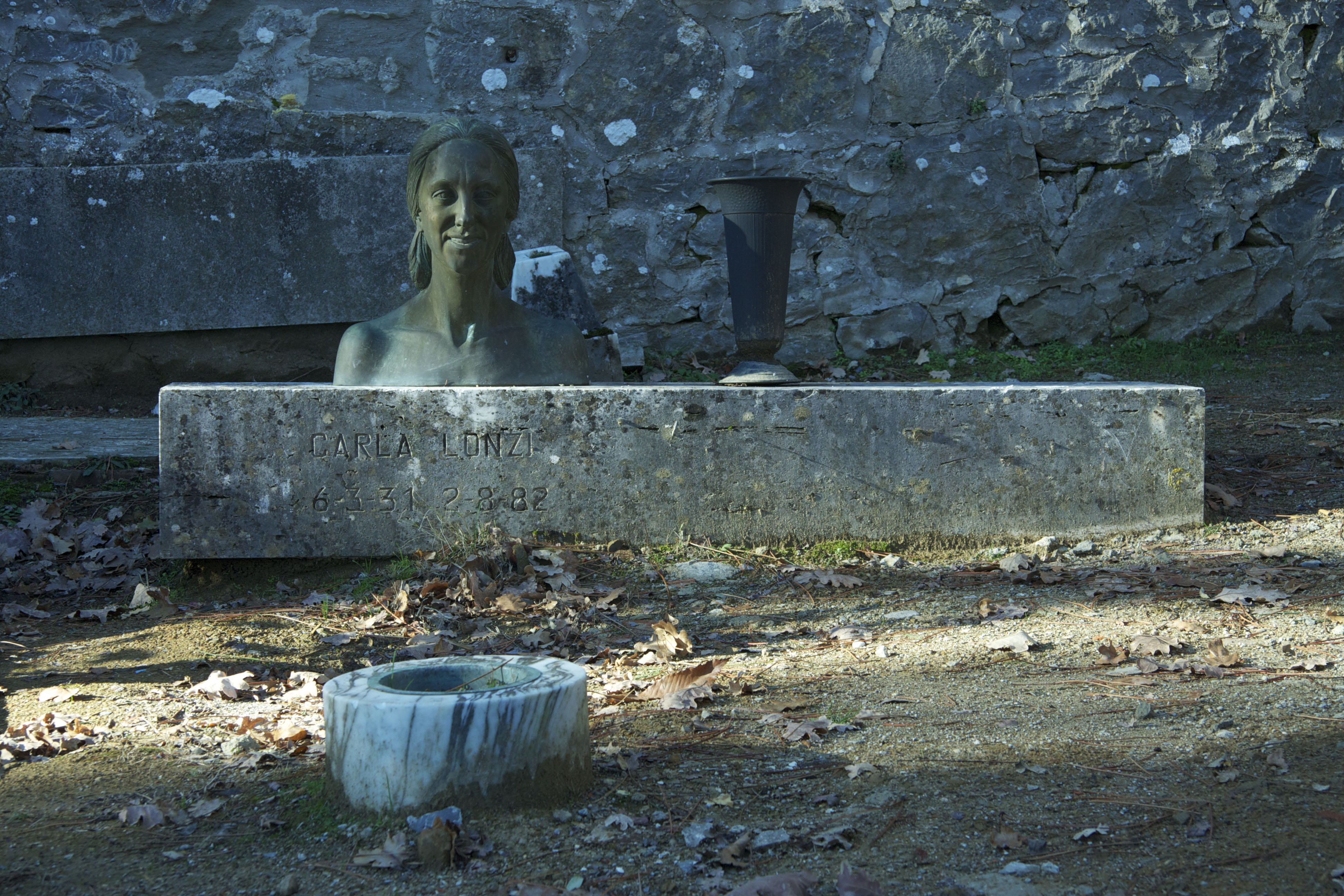
La tomba di Carla Lonzi, cimitero di Turicchi, Toscana

### Rivolta femminile

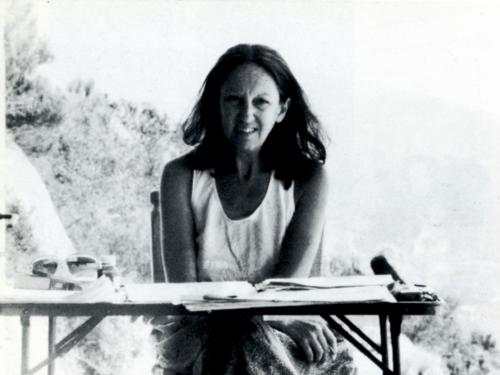
Carla Lonzi

Il Manifesto di Rivolta Femminile del 1970 è l'atto costitutivo di uno dei primi gruppi femministi italiani. Scritto con Carla Accardi e Elvira Banotti, il "manifesto" contiene in nuce tutti gli argomenti d'analisi che il femminismo avrebbe fatto propri: l'attestazione e l'orgoglio della differenza contro la rivendicazione dell'uguaglianza, il rifiuto della complementarità delle donne in qualsiasi ambito della vita, la critica verso l'istituto del matrimonio, il riconoscimento del lavoro delle donne come lavoro produttivo e non ultimo la centralità del corpo e la rivendicazione di una sessualità soggettiva e svincolata dalle richieste maschili.

### Sputiamo su Hegel
Nel medesimo anno d'uscita del Manifesto, Carla Lonzi scrisse Sputiamo su Hegel, scritto rivolto principalmente alle donne per invitarle a prendere posizione nella società patriarcale. "Sputiamo su Hegel l'ho scritto perché ero rimasta molto turbata constatando che quasi la totalità delle femministe italiane dava più credito alla lotta di classe che alla loro stessa oppressione."
Rivolta Femminile fu diverso dai vari gruppi che si formarono in quel periodo perché prese una posizione opposta rispetto alla politica di sinistra ma soprattutto perché non apparteneva alla generazione del ‘68 inteso come momento femminista giovanile. Lonzi affermò in una lettera a L'Espresso che il femminismo non è un movimento giovanile dato per scontato dal movimento del ‘68: è stato malgrado il ‘68 che le giovani donne si sono avvicinate al femminismo.

### Sessualità femminile e aborti
Originale anche il prendere posizione sulla questione dell'interruzione volontaria di gravidanza, nel testo Sessualità femminile e aborti, pubblicato nel 1971, che non era né a favore della liberalizzazione né della legalizzazione, perché nasceva dalla volontà di spostare l'asse della questione al suo centro e di interrogarsi sul "se la sessualità femminile abbia una sua espressione autentica nelle forme che poi portano a restare incinta" e il timore che schierarsi a favore dell'aborto potesse legittimare forme di sessualità che conducessero alla colonizzazione delle donne. Ruppe con il marxismo, letto come analisi parziale e incompleta perché sviluppatasi senza tener conto di più della metà del genere umano nella sua specificità.
Siamo contro il matrimonio. Accogliamo la libera sessualità in tutte le sue forme. Sono un diritto dei bambini e degli adolescenti la curiosità e i giochi sessuali.  La donna è stufa di allevare un figlio che le diventerà un cattivo amante. Comunichiamo solo con donne.»
(Manifesto di rivolta femminile)
La rivendicazione della esistenza individuale come frutto esclusivo della propria forza e di una propria esigenza e non come risultato o appendice del movimento studentesco fu un punto sul quale non vollero mai transigere.
Lonzi cercò di comprendere la connessione tra procreazione e sessualità che si era sviluppata nella cultura patriarcale. Nel 1975 Pier Paolo Pasolini sul Corriere della Sera criticò il movimento femminista per non aver trattato l'argomento della sessualità e il nesso tra coito e aborto. Nonostante Lonzi avesse inviato il suo scritto citato antecedentemente, non ottenne una risposta. Questo è un chiaro esempio di come Rivolta Femminile si mise a disposizione per interagire, per creare un dialogo con il sociale ma non ci riuscì.
Fortemente anti-ideologica, avvertì ed espresse, in numerosi contesti, il timore che le proprie riflessioni potessero essere trasformate in decaloghi del femminismo e in capisaldi ideologici.
A Rivolta Femminile, va attribuita la primogenitura nella scoperta e nell'attuazione dei nodi cruciali dell'intera elaborazione femminista nel panorama italiano.

## Opere

### Saggi
- Ben Shahn, con Marisa Volpi, in "Paragone Arte", n. 69, 1955, pp. 38–61[16].
- Tre saggi su Ottone Rosai, con Roberto Tassi e Filiberto Menna, 1958.
- Quadri, films e balletti astratti, in "L'approdo letterario", aprile-giugno, 1959, pp. 119–120.
- Henri Rousseau, con Robert Martin, Milano, Fabbri, 1966; 1978.
- Georges Seurat, Milano, Fabbri, 1966; 1978.
- Mario Nigro, con Paolo Fossati, Milano, Scheiwiller, 1968.
- Sputiamo su Hegel, Roma, Editoriale grafica, 1970.
- La donna clitoridea e la donna vaginale e altri scritti, Roma, Editoriale grafica, 1971.
- È già politica, con Maria Grazia Chinese, Marta Lonzi e Anna Jaquinta, Milano, Scritti di Rivolta Femminile, 1977.
- La presenza dell'uomo nel femminismo, con Marta Lonzi e Anna Jaquinta, Milano, Scritti di Rivolta Femminile, 1978.
- Taci, anzi parla. Diario di una femminista, Milano, Scritti di Rivolta Femminile, 1978.
- Vai pure. Dialogo con Pietro Consagra, Milano, Scritti di Rivolta Femminile, 1980.
- Armande sono io, Milano, Scritti di Rivolta Femminile, 1992.
- Rapporti tra la scena e le arti figurative dalla fine dell'800, Firenze, Olschki, 1995. ISBN 88-222-4377-3.

### Libri
- Autoritratto. Accardi, Alviani, Castellani, Consagra, Fabro, Fontana, Kounellis, Nigro, Paolini, Pascali, Rotella, Scarpitta, Turcato, Twombly, Bari, De Donato, 1969.

### Poesie
- Scacco ragionato. Poesie dal '58 al '63, Milano, Scritti di Rivolta Femminile, 1985.

## Archivio personale
Le sue carte sono state consegnate in comodato dal figlio Battista Lena alla Galleria Nazionale d'Arte Moderna e Contemporanea di Roma

## Filmografia
- Alzare il cielo (Carla Lonzi 1931-1982), documentario di Gianna Mazzini, Loredana Rotondo, prodotto da L. Rotondo per la trasmissione Vuoti di Memoria, Rai Educational[18]

## Omaggi
- La Biblioteca delle Oblate di Firenze ha intitolato a lei una sala del primo piano nel 2019[19].